# Vikos (kanjon)
Vikos (grčki: Φαρράγγι του Βίκου) je kanjon u Pindskom gorju na sjeveru Grčke. Leži na južnim padinama brda Tymfi, dug je oko 20 km, dubine u rasponu od 450 do 1600 m, te širine od 400 m do samo nekoliko metara u najužem dijelu.
Vikos je naveden kao najdublji kanjon u svijetu prema Guinnessovoj knjizi rekorda. 
Kanjon je središnji najvažniji dio Nacionalnog parka Vikos-Aoös, u regiji Zagori. Počinje između sela Monodendri i Koukouli i završava u blizini sela Vikos (ili Vitsiko).  Glavni dio kanjona proteže se od sela Vikos do Monodendri i dostiže dubinu od oko 1.000 metara. Kanjon prikuplja vodu iz brojnih rječica i vodi ih u rijeku Voidomatis koja teče kroz kanjon. Vikos je i mjesto velikog znanstvenog interesa, jer je gotovo netaknuto područje koje je utočište za ugrožene vrste i raznovrsan ekosustav.
Kako je Vikos s dubokim presjekom njegove padine sadrže niz stijena različite starosti. Gornji slojevi sastoje od vapnenca dok su donji od dolomita. Danas je kanjon zaštićen te je popularno turističko odredište u kojem su zabranjene bilo kakve ljudske aktivnosti vezane za poljoprivredu.

## Vanjske poveznice
- Planinarenje u kanjonu Vikos